# سفارة إسرائيل في كندا
سفارة إسرائيل في كندا هي أرفع تمثيل دبلوماسي لدولة إسرائيل لدى كندا. تقع السفارة في أونتاريو وهي تهدف لتعزيز المصالح الإسرائيلية في كندا.

## وصلات خارجية
- الموقع الرسمي
- قائمة سفارات إسرائيل
- قائمة السفارات في كندا